# Mirza Ghulam Ahmad
Mirza Ghulam Ahmad (13 de fevereiro de 1835 – Lahore, 26 de maio de 1908) é o fundador da comunidade Ahmadi (de confissão islâmica). Ele nasceu na cidade Qadian na Índia. Em 1882 ele pretendia ser um Mujaddid (reformador do Islão), do século XIX. Em 1890, quando pretendia ser o "Messias prometido" e "Mahdi", sofreu a oposição dos muçulmanos ortodoxos. A sua alegação é a base da comunidade Ahmadi do Islã, a qual ele fundou em 23 de março de 1889 em Qadi. Sua maior obra é "Barahin-e-Ahmadiyya."